# Lingjiang (socken i Kina, Sichuan)
Lingjiang (kinesiska: 陵江乡, 陵江) är en socken i Kina. Den ligger i provinsen Sichuan, i den sydvästra delen av landet, omkring 310 kilometer norr om provinshuvudstaden Chengdu. Antalet invånare är 1 452. Befolkningen består av 662 kvinnor och 790 män. Barn under 15 år utgör 17,0 %, vuxna 15-64 år 73 %, och äldre över 65 år 9,0 %.
Genomsnittlig årsnederbörd är 797 millimeter. Den regnigaste månaden är maj, med i genomsnitt 148 mm nederbörd, och den torraste är januari, med 5 mm nederbörd.